# Onerva
Onerva è il secondo album in studio della cantante finlandese Maria Ylipää, pubblicato nel 2013 su etichetta discografica Jupiter Records.

## Tracce
1. Credo – 4:37
2. Hämärän lapsi – 1:54
3. Resitatiivi I – 3:26
4. Yölaulu – 4:16
5. Tulit tuska – 4:33
6. Tahto – 5:03
7. Sä menet pois – 3:03
8. Mykkä lintu – 4:06
9. Yössä valvon – 3:27
10. Harmaat päivät – 3:26
11. Te naiset – 2:49
12. Keinutan kaikua – 2:42
13. Lähtö – 5:00

## Classifiche
| Classifica (2013) | Posizione massima |
| ----------------- | ----------------- |
| Finlandia         | 23                |